# Allygidius alanensis
Allygidius alanensis är en insektsart som beskrevs av Vladimir M. Gnezdilov 1997. Allygidius alanensis ingår i släktet Allygidius och familjen dvärgstritar. Inga underarter finns listade i Catalogue of Life.